# Amastris minuta
Amastris minuta är en insektsart som beskrevs av William D. Funkhouser. Amastris minuta ingår i släktet Amastris och familjen hornstritar. Inga underarter finns listade i Catalogue of Life.